# Roestes itupiranga
Roestes itupiranga és una espècie de peix de la família dels cinodòntids i de l'ordre dels caraciformes.

## Morfologia
- Els mascles poden assolir 14,2 cm de longitud total.
- Nombre de vèrtebres: 39.[5]

## Hàbitat
És un peix d'aigua dolça i de clima tropical.

## Distribució geogràfica
Es troba a Sud-amèrica: conca del riu Tocantins al Brasil.